# 베이츠 모텔 (드라마)
베이츠 모텔(Bates Motel)은 앨프리드 히치콕의 싸이코 (1960년 영화), 원작 로버트 블록 소설의 캐릭터들을 기반으로 한 스릴러 드라마이다.
칼톤 쿠즈, 케리 에린, 안소니 시프리아노가 각본에 참여했으며 이 드라마는 싸이코 영화의 동일인물 노먼 베이츠와 노마 베이츠의 현대판 속편이다.
노먼 베이츠(프레디 하이모어 역)의 아버지의 죽음을 시작으로 그의 어머니 노마 베이츠가 새 출발을 위해 모텔을 매입하면서 이야기가 시작된다.
미국 A&E 케이블 채널에서 2013년 3월 방영을 시작으로 총 시즌 5까지 방영되었다.

## 출연진
- 노먼 베이츠 - 프레디 하이모어
- 노마 베이츠 - 베라 파미가
- 딜런 매셋 - 맥스 시리엇
- 엠마 데코디 - 올리비아 쿡
- 알렉스 로메로 - 네스터 카보넬
- 브래들리 마틴 - 니콜라 펠츠

## 프로덕션

### 발전
2012년 1월 12일, A&E는 베이츠 모텔이라는 제목으로 영화 싸이코의 속편 TV 시리즈를 개발 중이라고 발표했다. 첫 번째 대본은 안토니오 시프리아노에 의해 만들어졌으며2012년 3월에 칼톤 쿠즈와 케리 에린이 메인 작가와 프로듀서로 참여하였다.칼톤 쿠즈가 베이츠 모텔의 영감을 받은 작품은 드라마 시리즈 트윈 픽스라고 한다.

### 촬영
영화 싸이코에서 촬영된 오리지날 베이츠 모텔 세트는 캐나다의 브리티시컬럼비아주에 건설되었는데 그곳에서도 드라마를 촬영하기도 했다.
또한 드라마에 나오는 집과 모텔은 로스앤젤레스에 있는 유니버셜 스튜디오에서 촬영되었고 추가적인 촬영은 브리티시컬럼비아 주에 있는 여러 장소에서 촬영되었다.